# Robert Mulka
Robert Mulka, född 12 april 1895 i Hamburg, död 26 april 1969 i Hamburg, var en tysk SS-Hauptsturmführer. Han var mellan juni 1942 och mars 1943 adjutant åt kommendanten i Auschwitz, Rudolf Höss.

## Biografi
Robert Mulka inledde sin tjänstgöring i Auschwitz i början av 1942. I juni samma år blev han kommendanten Rudolf Höss adjutant och stabschef för dennes kontor. Mulka var ansvarig för anskaffningen av Zyklon B och för att föra lägerfångar till gaskamrarna.
Mulka ställdes inför rätta 1963 vid den Första Auschwitzrättegången 1963–1965. Han påstod sig inte minnas något om de, som han uttryckte det, ”onaturliga dödsfall” som ägt rum i Auschwitz. Mulka dömdes mot sitt nekande till 14 års fängelse för brott mot mänskligheten, men frisläpptes redan 1968 av hälsoskäl.

### Webbkällor
- Gall, Insa (25 januari 2008). ”Auschwitz-Prozess: Der Massenmörder aus der Isestraße”. Die Welt. Arkiverad från originalet den 10 juli 2013. https://www.webcitation.org/6I0rCFpEa?url=http://www.welt.de/regionales/hamburg/article1595216/Der-Massenmoerder-aus-der-Isestrasse.html. Läst 10 juli 2013.